# Jenny Zhang
Jenny Zhang (Shanghái, China, 1983) es una escritora estadounidense, poeta, y ensayista prolífica con base en Brooklyn, Nueva York. Uno de los focos de su trabajo es la identidad y experiencia de los inmigrantes chino-americanos en los Estados Unidos. Ha publicado una colección de poesía titulada Dear Jenny, We Are All Find y un chapbook de no-ficción titulado Hags. De 2011 a 2014, Zhang escribió ampliamente para la revista Rookie. Además, Zhang ha trabajado como ensayista freelance para otras publicaciones. En agosto de 2017, la recopilación de cuentos de Zhang , Sour Heart, fue la primera adquisición para la edición Lenny de Lena Dunham, Lenny Books, vía Random House.

## Primeros años
Zhang nació en Shanghái, China. Cuando tenía cinco años, Zhang emigró a Nueva York para reunirse con su padre, que estudiaba lingüística en la Universidad de Nueva York, y con su madre, que había llegado a los Estados Unidos después de la Revolución Cultural china. Su padre abandonó el programa de doctorado en el que estaba matriculado y empezó a trabajar como profesor, volviendo a matricularse en la universidad para estudiar programación por ordenador, mudándose finalmente con su familia a Long Island donde su padre regentaba un negocio de reparación de ordenadores. Tiene un hermano menor.
En 2005, Zhang se graduó en la Universidad de Stanford con una licenciatura en Estudios Comparativos de razas y grupos étnicos. En 2009, Zhang obtuvo su Máster de Bellas artes en ficción en el Taller de escritores de Iowa.

## Carrera
Después de la universidad, Zhang se mudó a San Francisco donde trabajó como organizadora del sindicato de trabajadores chinos de la salud a domicilio, y como coordinadora de la asociación 826 Valencia de escritura sin ánimo de lucro que ayuda a niños y jóvenes a aprender a escribir. Zhang dedicó un verano en Hungría a enseñar inglés como segunda lengua.
Mientras permaneció en el Taller de escritores de Iowa, Zhang enseñó escritura creativa a los estudiantes de la Universidad de Iowa. Después Zhang enseñó a estudiantes de institutos en el Bronx, Queens, y Brooklyn. También ha enseñado en La Nueva Escuela y en el Taller de Escritores de la calle Sackett.
De 2011 a 2014, Zhang fue una colaboradora habitual de la revista en línea para chicas adolescentes, Rookie, para la que ha escrito tanto ficción como no ficción desde la creación de la revista.
Entre los ensayos que Zhang escribió para Rookie se encuentra un tributo en 2012 a la cantante M.I.A., The Importance of Angsty Art, un ensayo sobre la "mala" escritura, Odd Girl In, un ensayo sobre el conflicto entre el impulso de rebelarse y el deseo de acercar movimientos políticos, en parte basados en las experiencias de Zhang sobre organización y activismo en San Francisco, Empathy Excess, un ensayo sobre el abuso emocional y los límites de empatía, y Far Away From Me, un ensayo sobre la búsqueda del amor descolonizado, un conflictivo amor adolescente para Weezer, y una deconstrucción e investigación sobre la fetichizaciónon, la cosificación y el racismo interiorizado.
En 2012, Zhang publicó una colección de poesía titulada Dear Jenny, We Are All Find. Zhang había escrito algunos de los poemas que componen la colección durante su época del Taller de Escritores de Iowa, lo hizo en secreto porque el programa de poesía estaba separado del programa de ficción. Escribió el resto de los poemas mientras vivía en el del sur de Francia. Los poemas fueron preentados al concurso de una pequeña editorial, Octopus Books.
En 2014, Lena Dunham le propuso unirse al tour promocional de su libro, Not That Kind of Girl. Esta colaboración condujo más tarde la publicación por parte de Dunham del libro de Zhang de 2017, Sour Heart.
Hags es un ensayo publicado en 2015 que Zhang escribió en una noche después del acto de 13 horas de filibusterismo del senador Wendy Davis durante la votación que tuvo lugar en el Senado del Texas para limitar el acceso al aborto. Fue publicado por Guillotine Books como chapbook de edición limitada.
En julio de 2015, Zhang publicó un ensayo llamado How It Feels para un número de la revista de poesía Poetry magazine, que estuvo comisariado por Tavi Gevinson. El ensayo era una meditación sobre la depresión, el suicidio, los excesos, Tracey Emin, y la poesía. Estuvo nominado para el premio National Magazine Award.
En agosto de 2015, una de las historias de Zhang se incluyó en el primer número de Lenny newsletter de Lena Dunham .
En septiembre de 2015, Zhang escribió sobre temas relacionados con el racismo en la comunidad literaria para BuzzFeed.
En agosto de 2017, la colección de cuentos de Zhang, Sour Heart, fue publicada por la editorial Lenny Books de Lena Dunham en Random House. Muchas de las historias fueron escritas y evolucionaron durante un largo periodo de tiempo, habiéndose escrito la más antiguo de ellas cuando Zhang contaba 9 años, un cuento titulado "The Evolution of My Brother." Zhang dijo que el título y el tema del libro provino del deseo "de transportar la irrealidad de la niñez, el dulzor y la acritud de ser tan pequeño, tan indefenso, y tan dependiente de los adultos. Tendemos a recordar la niñez como algo puramente idílico e inocente, o totalmente de pesadilla y traumático, pero hay un amplio espectro de matices entre ambos extremos." Sour Heart, un grupo de siete historias dentro del estilo de las Novelas de aprendizaje, que ha recibido críticas positivas.

## Trabajos y publicaciones

### Poesía
- Zhang, Jenny (Verano del 2012). «Everyone's Girlfriend». Clock (Florence, MA: O'clock Press) (3): 10-11. Consultado el 14 de octubre de 2017.
- Zhang, Jenny (Diciembre de 2012). «Flush in the spirals of black holes». Coconut (15). Consultado el 14 de octubre de 2017.
- Zhang, Jenny (16 de diciembre de 2012). «The Last Five Centuries Were Uneventful». HTMLGIANT.
- Zhang, Jenny (January 2013). «seppuku». Sink Review (10).
- Zhang, Jenny (January 2013). «goo goo water». Sink Review (10).
- Zhang, Jenny (26 de abril de 2013). «The Universal Energy Is About to Intervene in Your Life». Bomb (en inglés). Archivado desde el original el 7 de octubre de 2017. Consultado el 14 de octubre de 2017.[38]
- Zhang, Jenny (26 de abril de 2013). «MY BABY FIRST BIRTHDAY». Bomb (en inglés). Archivado desde el original el 7 de octubre de 2017. Consultado el 14 de octubre de 2017.
- Zhang, Jenny (Spring 2013). «My baby first birthday». Pinwheel (2).
- Zhang, Jenny (Spring 2013). «You are the poorest person here». Pinwheel (2).
- Zhang, Jenny. "uncle boo." Adult
- Zhang, Jenny. "My baby first birthday." Adult
- Zhang, Jenny (Fall 2013). «I would have no pubes if I were truly in love». Adult (Third Rail Quarterly) (1): 9-10.[39]
- Zhang, Jenny (Fall 2013). «It was a period when cunt was in the air». Adult (Third Rail Quarterly) (1): 67.
- Zhang, Jenny (25 de junio de 2014). Adult. Archivado desde el original el 30 de junio de 2014.
- Zhang, Jenny (26 de septiembre de 2014). I Would Have No Pubes If I Were Truly In Love (en inglés). The Hairpin.
- Zhang, Jenny (7 de noviembre de 2014). I’m a 30 year old White non racist male, with some of my closest friends being Black (en inglés). The Hairpin.
- Zhang, Jenny (November 2014). Dumb Theory (en inglés). Prelude.
- Zhang, Jenny (22 de enero de 2015). It Is Finally Midsummer (en inglés). The Hairpin.
- Zhang, Jenny (27 de febrero de 2015). Is There A Way To Drain A Lake You Are Afraid You Will One Day Drown In? (en inglés). The Hairpin.
- Zhang, Jenny (27 de marzo de 2015). Anaphora (en inglés). The Hairpin.
- Zhang, Jenny (2015). «Don't Fucking Text Your Friends When I'm Reading A Poem It Took Two Years to Write».  En Lauer, Lynn; Melnick, Lynn, eds. Please Excuse This Poem: 100 New Poets for the Next Generation. New York: Viking/Penguin. ISBN 978-1-101-61538-6. OCLC 905345570.
- Zhang, Jenny (4 de agosto de 2017). «Follow Him». BuzzFeed (en inglés).

### No-ficción
- Zhang, Jenny. «Untitled». Altered Scale.
- Zhang, Jenny. «The Empty The Empty The Empty». The Diagram (9.4). ISSN 1543-5784.
- Zhang, Jenny (July 2010). «The Truth». Glimmer Train Stories.
- Zhang, Jenny (13 de enero de 2011). «"Tiger Mothers" Aren't The Whole Story». Jezebel.
- Zhang, Jenny (8 de diciembre de 2011). «The Evolution of My Brother». Rookie (4).
- Zhang, Jenny (18 de abril de 2012). «Outsider/Insider». Rookie (8).
- Zhang, Jenny (8 de mayo de 2012). «Parent Trap». Rookie (9).
- Zhang, Jenny (11 de julio de 2012). «Sneaking Around». Rookie (11).
- Zhang, Jenny (26 de julio de 2012). «Liberating Things». Rookie (11).
- Zhang, Jenny (19 de septiembre de 2012). «Saving Yourself». Rookie (13).
- Zhang, Jenny (5 de octubre de 2012). «It Takes a Lot to Laugh». Rookie (14).
- Zhang, Jenny (10 de octubre de 2012). «Eat, Memory». Rookie (14).
- Zhang, Jenny (15 de octubre de 2012). «Literally the Best Thing Ever: M.I.A.». Rookie (14).
- Zhang, Jenny (14 de noviembre de 2012). «The Great Pretender». Rookie (15).
- Zhang, Jenny (23 de noviembre de 2012). «Only in My Dreams». Rookie (15).
- Zhang, Jenny (31 de diciembre de 2012). «Mad Love». Rookie (16).
- Zhang, Jenny (11 de abril de 2013). «The Importance of Angsty Art». Rookie (20).
- Zhang, Jenny (28 de febrero de 2014). «Hold On, Sour Grape». Rookie (30).
- Zhang, Jenny (26 de mayo de 2014). «Odd Girl In». Rookie (21).
- Zhang, Jenny (15 de julio de 2014). «Hello, Darkness». Rookie (23).
- Zhang, Jenny (25 de julio de 2014). «Jenny Zhang's sisterhood is stranger than yours» (Excerpt from Hags). Dazed (en inglés).
- Zhang, Jenny (16 de febrero de 2015). «February 14, 2015, Part III». Enormous Eye.
- Zhang, Jenny (28 de abril de 2015). «Far Away From Me». Rookie (44).
- Zhang, Jenny (15 de abril de 2015). «Empathy, In Excess». Rookie (44).
- Zhang, Jenny (July 2015). «How It Feels». Poetry (Poetry Foundation).
- Zhang, Jenny (11 de septiembre de 2015). «They Pretend To Be Us While Pretending We Don't Exist». BuzzFeed.
- Zhang, Jenny (17 de marzo de 2016). «On Blonde Girls in Cheongsams». Racked.
- Zhang, Jenny (8 de abril de 2016). «The Summer I Learned I Wasn’t the Exception». New York. Archivado desde el original el 11 de abril de 2016.
- Zhang, Jenny (12 de junio de 2016). «Mitski: Beauty, Love, and Rivers Cuomo - Mitski in conversation with Jenny Zhang». Yours Truly.
- Zhang, Jenny (1 de septiembre de 2016). «At the Salton Sea». Harper's Magazine.
- Zhang, Jenny (15 de noviembre de 2016). «Against Extinction». The New Inquiry.
- Zhang, Jenny (9 de marzo de 2017). «25 Songs That Tell Us Where Music Is Going: #24: Your Best American Girl by Mitski». The New York Times.

### Ficción, poesía, y colecciones de ensayos
- Zhang, Jenny (Fall 2011). «We Love You Crispina». Glimmer Train Stories (80).
- Zhang, Jenny (Fall 2011). «You Fell Into the River and I Saved You!». The Iowa Review 41 (2): 150-160.
- Zhang, Jenny (30 de septiembre de 2011). «There Was No Creek and I’m Still Alive». Rookie (1).
- Zhang, Jenny (2012). Dear Jenny, We Are All Find. Portland, Oregon: Octopus Books. ISBN 978-0-985-11820-4. OCLC 779872842.[40][41]
- Zhang, Jenny (July 2014). Hags. Guillotine Series #7. Archivado desde el original el 1 de julio de 2014.[42][43]
- Zhang, Jenny (24 de agosto de 2015). «Settling» (en inglés). Archivado desde el original el 2 de octubre de 2017. Consultado el 14 de octubre de 2017. – also known as Pity Our Errors, Pity Our Sins
- Zhang, Jenny (2015). The Selected Jenny Zhang (eBook). Emily Books.
- Zhang, Jenny (7 de abril de 2017). «Why Were They Throwing Bricks?». n+1 (28).
- Zhang, Jenny (2017). Sour Heart: Stories. New York: Lenny. ISBN 978-0-399-58938-6. OCLC 962438345.

### Otros trabajos
Vídeo
- The Last Five Centuries Were Uneventful"
- "Comefarts"

Fotografía
- Zhang, Jenny (18 de julio de 2014). «The Right to Idle: Photos of Jenny’s free days in Lithuania». Rookie (35).

## Premios
- 2009-2010: Iowa Writers’ Workshop, Provost Fellowship[44]
- 2009-2010: Iowa Writers’ Workshop, Teaching-Writing Fellowship
- 2010: Zoetrope All-Story Short Fiction Contest, Segundo premio
- 2012-2013: Lower Manhattan Cultural Council, Workspace writer-in-residence
- 2016: National Magazine Awards, Finalista en Ensayo y Crítica por for How It Feels
- 2016: APRIL Festival, Writer-in-Residence